# Жеребченко, Дмитрий Анатольевич
Жеребченко Дмитрий Анатольевич (род. 27 июня 1989, Курчатов, Курская область) — российский фехтовальщик на рапирах, чемпион мира, чемпион Европы, чемпион мира среди кадетов, двукратный чемпион Европы среди молодежи, победитель всемирной Универсиады, чемпион России. Заслуженный мастер спорта России.

## Биография
Начал заниматься фехтованием в 1998 году у тренера Сафиуллиной Л. О. В 2012 году окончил юридический факультет Юго-Западного государственного университета. Является студентом факультета адаптивной физической культуры в Российского Государственного Социального Университета. Выступает за спортивный клуб ЦСКА. Тренируется под руководством тренеров Мавлютова И.М и Мамедова И. Я. Член юношеской (с 2005 года), национальной команды (с 2015 года) России по фехтованию на рапирах.
Выступает за ЦСКА. Имеет воинское звание лейтенант.

## Выступления
На Олимпийских Играх 2016 был запасным в составе сборной России, но ему не удалось выйти на бой, и поэтому он не смог получить золотую медаль вместе с командой.

## Спортивные достижения
- Чемпион мира 2017 в личном первенстве.
- Чемпион Европы 2018 в командном первенстве.
- Бронзовый призёр чемпионата мира 2019 в личном первенстве.
- Бронзовый призёр чемпионата мира 2018 в командном первенстве.
- Бронзовый призёр I Европейских игр в Баку (2015) в командном первенстве.[3]
- Чемпион России (2015, 2016, 2019) в командном первенстве.
- Чемпион мира среди кадетов (2006) в личном первенстве.
- Бронзовый призёр первенства мира среди юниоров (2008) в личном первенстве.
- Бронзовый призёр первенства мира среди юниоров (2007, 2009) в командном первенстве.
- Серебряный призёр первенства Европы среди юниоров (2007) в личном первенстве.
- Серебряный призёр первенства Европы среди юниоров (2007, 2008) в командном первенстве.
- Чемпион Европы среди молодежи до 23 лет (2008, 2009) в личном первенстве.
- Победитель Всемирной универсиады (2009) в командном первенстве.
- Чемпион России среди юниоров (2009) в личном первенстве.
- Чемпион России среди молодежи до 23 лет (2010) в личном первенстве.